# Кесариански манастир
Кесарианският манастир (на гръцки: Μονή Καισαριανής) е паметник на средновековната архитектура, намиращ се на 6 километра от центъра на Атина, на западния склон на планината Имитос, в горска местност, с многобройни извори.
Кесарианският манастир е византийски и възниква около незапазила се църква от V – VI век. По време на франкократията манастирът запазва превилигерования си статут. От 1456 г. манастирът е под османска власт и юрисдикция, запазвайки и даже множейки благосъстоянието си. Католиконът му е посветен на Въведение Богородично и е датиран от края на XI – XII век и е фундиран върху четири огромни колони. Нартексът му е изграден през XVII век.
В манастира е пребивавал и творил Плитон.